# Парамон
Парамо́н (справжнє ім'я: Сергій Анатолійович Заборовський, 17 січня 1955—9 грудня 2021) — «суперфан» київського «Динамо», один з найвідоміших футбольних уболівальників в Україні.

## Відомості
За словами Парамона, він уперше відвідав гру «Динамо» (Київ) 4 жовтня 1967 року, коли кияни в рамках 1/16 фіналу Кубка європейських чемпіонів приймали шотландський «Селтік» (Глазго) — 1:1.
Від 1970-х років намагався бувати на всіх хокейних, футбольних і баскетбольних матчах, що проходили в Києві, отримавши прізвисько «Парамон». Уболівальники хокейного клубу «Сокіл» (Київ) присвятили Парамонові кричалку «Якщо з нами Парамон — буде „Сокіл“ чемпіон!».
Першу закордонну поїздку з київським «Динамо» здійснив у березні 1998 року, полетівши з командою до Турина на чвертьфінальну гру Ліги чемпіонів проти «Ювентуса». Відтоді команда «Динамо» почала регулярно брати його на виїзні ігри, він мав змогу перебувати на лаві запасних «Динамо» або безпосередньо близько до поля під час ігор. Це змінилося після чвертьфіналу Ліги Європи 7 квітня 2011 року, коли після фінального свистка (рахунок — 1:1) Парамон вибіг на поле й дав копняка одному з суддів поєдинку. «Динамо» могли чекати жорсткі санкції УЄФА, але цього не сталося, а Парамонові відтоді було заборонено перебувати в ігровій зоні, він сидів на звичайних місцях для глядачів.
Працював прибиральником в аеропорті «Київ» (Жуляни).
За повідомленнями ЗМІ, у січні 2020 року Парамон переніс інсульт.
2008 року в Києві за підтримки фанів «Сокола» (Київ) з хокейного сайту «Гнездо» вийшла гумористична книга «Життя та незвичайні пригоди фаната Парамона» (рос. «Жизнь и необычайные приключения фаната Парамона»).